# Ed Mann
Ed Mann (1954. január 14. – 2024. május 31.) amerikai zenész, ütőhangszeres, legismertebb Frank Zappával való együttműködéséről 1977-től 1988-ig (kisebb kihagyásokkal 1980-ban és 1984-ben).

## Pályája
Mann Tommy Mars társaságában alakított zenekart 1973-ban. John Bergamonál tanult a Cal-Artsban, 1977-ben pedig Frank Zappa megkérte Bergamót a Zappa in New York lemez utómunkálatainak feljátszására, ahová ő Mannt is beajánlotta.
Néhány hónappal később Ruth Underwood arról értesítette Mannt, hogy Zappa egy második billentyűst keres. Felhívta Zappát, hogy Tommy Marsot ajánlja, mire Zappa őt magát is meghívta egy meghallgatásra. Aznap éjjel Terry Bozzio, Patrick O'Hearn és Adrian Belew dzsemmelt a stúdióban, és éjjel kettőkor már Mann is a csapat tagja volt.
Ed Mann: "Kellett egy pár nap, mire felfogtam."
A hírek szerint Mannek kulcsszerepe volt abban, hogy Zappa 88-as zenekarában Scott Thunes basszusgitáros céltáblává vált és a zenekar idő előtt feloszlott.
Ed Mann Magyarországon is járt, a "100% Zappa" program keretében a Modern Art Orchestra és Mike Keneally társaságában lépett fel a Millenárison 2007 októberében.

## Diszkográfia

### Frank Zappa lemezein
- Zappa in New York (Zappa, 1978)
- Sheik Yerbouti (Frank Zappa, 1979)
- Joe’s Garage Act I (Zappa, 1979)
- Joe’s Garage Acts II & III (Zappa, 1979)
- Tinseltown Rebellion (Frank Zappa, 1981)
- Shut Up ’n Play Yer Guitar (Zappa, 1981)
- You Are What You Is (Zappa, 1981)
- Ship Arriving Too Late to Save a Drowning Witch (Zappa, 1982)
- The Man from Utopia (Zappa, 1983)
- Baby Snakes (Frank Zappa, 1983)
- London Symphony Orchestra Vol. I (Zappa, 1983)
- Them or Us (Zappa, 1984)
- Thing-Fish (Zappa, 1984)
- Frank Zappa Meets the Mothers of Prevention (Frank Zappa, 1985)
- Jazz from Hell (Frank Zappa, 1986)
- London Symphony Orchestra Vol. II (Zappa, 1987)
- Guitar (Frank Zappa, 1988)
- You Can’t Do That on Stage Anymore Vol. 1 (Zappa, 1988)
- Broadway the Hard Way (Frank Zappa)
- You Can’t Do That on Stage Anymore Vol. 3 (Zappa, 1989)
- The Best Band You Never Heard in Your Life (Frank Zappa, 1991)
- Make a Jazz Noise Here (Frank Zappa, 1991)
- You Can’t Do That on Stage Anymore Vol. 4 (Zappa, 1991)
- You Can’t Do That on Stage Anymore Vol. 5 (Zappa, 1992)
- You Can’t Do That on Stage Anymore Vol. 6 (Zappa, 1992)
- Frank Zappa Plays The Music Of Frank Zappa (Frank Zappa, 1996)
- Halloween (Frank Zappa – Audio DVD, 2003)
- QuAUDIOPHILIAc (Zappa – kvadrofon Audio DVD, 2004)
- Trance-Fusion (Zappa Records 2006)
- The Dub Room Special! (CD, Zappa Records, 2007)
- One Shot Deal (Zappa Records ZR 20006, 2008)

### Zappa filmjeiben
- Baby Snakes – 1979-1984 – DVD-n megjelent 2003-ban.
- The Dub Room Special – 1982 – DVD-n megjelent 2005-ben.
- Video From Hell – 1987
- The Torture Never Stops (DVD) – 2008

### Mások lemezein
- J21 -Yellow Mind:Blue Mind
- The Band From Utopia – So Yuh Don't Like Modern Art?

## Szólólemezek
- Get Up (1988)
- Perfect World (1991)
- Global Warming (1994)
- Have No Fear (1997)
- (((GONG))) Sound Of Being (1998)